# Sīyūrī
Sīyūrī (persiska: سيوری) är en ort i Iran.   Den ligger i provinsen Kurdistan, i den nordvästra delen av landet, 400 km väster om huvudstaden Teheran. Sīyūrī ligger 1 873 meter över havet och antalet invånare är 248.
Terrängen runt Sīyūrī är kuperad österut, men västerut är den platt.Runt Sīyūrī är det ganska glesbefolkat, med 23 invånare per kvadratkilometer. Närmaste större samhälle är Chālāb, 15,0 km nordost om Sīyūrī. Trakten runt Sīyūrī består i huvudsak av gräsmarker.